# 二十歳のモーニング娘。
『二十歳のモーニング娘。』（はたちのモーニングむすめ。）は、2018年2月7日にアップフロントワークス（zetimaレーベル）より発売されたモーニング娘。20th（モーニングむすめ。トゥエンティース）のミニアルバムである。

## 概要
- モーニング娘。20th名義でのCD発売は今作が唯一である。
- モーニング娘。のミニアルバムとしては2006年12月13日にリリースされた『(7.5)冬冬モーニング娘。ミニ!』以来11年2か月ぶりとなる。
- 初回生産限定盤と通常盤の2形態で発売[5]。初回生産限定盤はCD+DVD、通常盤はCDのみ。同日に主要音楽配信サイトで配信が開始された（ハイレゾ含む）[6]。
- 発売に先駆けて、1月28日24:00より「モーニングコーヒー (20th Anniversary Ver.)」「花が咲く 太陽浴びて」の2曲が主要音楽配信サイトで先行配信された[7]。

## チャート成績
初週で4.8万枚を売り上げ、2月19日オリコン週間アルバムランキング初登場1位を獲得。
2003年3月26日発売の5枚目のアルバム『No.5』以来およそ14年11ヶ月ぶりとなるオリコン週間ランキング初登場首位となった。
現役メンバー（モーニング娘。'18名義）及び2010年代になってからは今作が初の首位獲得アルバムである。
2018年年間アルバム年間ランキングでは、2004年3月31日発売の『ベスト! モーニング娘。2』以来14年ぶりに86位で100位以内にランクインとなり、2010年代になってからは初めて100位内にランクインとなった。

## 収録曲

### CD
1. モーニングコーヒー (20th Anniversary Ver.) / モーニング娘。20th (1期 & '18) [4:10]
  - 作詞・作曲：つんく / 編曲：鈴木俊介 / サウンドプロデュース：つんく♂

配信限定シングル。
2. WE ARE LEADERS! ～リーダーってのもつらいもの～ / モーニング娘。リーダーズ（中澤裕子・飯田圭織・矢口真里・吉澤ひとみ・藤本美貴・高橋愛・新垣里沙・道重さゆみ・譜久村聖） [4:28]
  - 作詞・作曲：前山田健一 / 編曲：高橋諭一
3. 花が咲く 太陽浴びて / モーニング娘。'18 [4:17]
  - 作詞・作曲：つんく / 編曲：平田祥一郎 / サウンドプロデュース：つんく♂

配信限定シングル。
4. ENDLESS HOME / 安倍なつみ feat. 譜久村聖・小田さくら [5:41]
  - 作詞・作曲：大森靖子 / 編曲：菊谷知樹
5. お天気の日のお祭り / モーニング娘。'18 [4:31]
  - 作詞・作曲：つんく / 編曲：板垣祐介 / サウンドプロデュース：つんく♂
6. タネはツバサ (Wings of the Seed) / 中澤裕子・石黒彩・飯田圭織・安倍なつみ・福田明日香 [4:12]
  - 作詞：サエキけんぞう / 作曲：桜井鉄太郎 / 編曲：河野伸
7. 五線譜のたすき / モーニング娘。'17 [4:28]
  - 作詞：児玉雨子 / 作曲：星部ショウ / 編曲：加藤裕介・星部ショウ

配信限定シングル。
8. 愛の種 (20th Anniversary Ver.) / モーニング娘。20th (1期 & '17) [4:10]
  - 作詞：サエキけんぞう / 作曲：桜井鉄太郎 / 編曲：鈴木俊介

配信限定シングル。

### 初回生産限定盤付属DVD
インタビュー
1. 中澤裕子
2. 石黒彩
3. 飯田圭織
4. 安倍なつみ
5. 福田明日香

モーニング娘。誕生20周年記念コンサートツアー2017秋 ～We are MORNING MUSUME。～ 2017/11/21 at 日本武道館
1. シャボン玉 / 高橋愛・道重さゆみ・田中れいな・モーニング娘。'17
2. リゾナント ブルー / 高橋愛・道重さゆみ・田中れいな・モーニング娘。'17
3. MC / 飯窪春菜・石田亜佑美
4. 好きだな君が / 道重さゆみ・譜久村聖
5. ロボキッス / 辻希美・佐藤優樹・工藤遥
6. MC / 辻希美・高橋愛・道重さゆみ・田中れいな・モーニング娘。'17

MUSIC VIDEO
1. 愛の種 (20th Anniversary Ver.) (Music Video) / モーニング娘。20th
2. 五線譜のたすき (Music Video) / モーニング娘。'17

## リリース日一覧
| 地域 | リリース日    | レーベル              | 規格                   | カタログ番号                                            |
| ---- | ------------- | --------------------- | ---------------------- | ------------------------------------------------------- |
| 日本 | 2018年1月28日 | UP-FRONT WORKS        | ダウンロードシングル   | UFDL-1389（モーニングコーヒー (20th Anniversary Ver.)） |
| 日本 | 2018年1月28日 | UP-FRONT WORKS        | ダウンロードシングル   | UFDL-1390（花が咲く 太陽浴びて）                        |
| 日本 | 2018年2月7日  | zetima/UP-FRONT WORKS | CD（ミニアルバム）+DVD | EPCE-7387/8（初回生産限定盤）                           |
| 日本 | 2018年2月7日  | zetima/UP-FRONT WORKS | CD（ミニアルバム）     | EPCE-7389（通常盤）                                     |

## 参加メンバー
- 1期：中澤裕子・石黒彩・飯田圭織・安倍なつみ・福田明日香
- 2期：矢口真里
- 4期：吉澤ひとみ
- 5期：高橋愛・新垣里沙
- 6期：藤本美貴・道重さゆみ
- 9期：譜久村聖・生田衣梨奈
- 10期：飯窪春菜・石田亜佑美・佐藤優樹・工藤遥
- 11期：小田さくら
- 12期：尾形春水・野中美希・牧野真莉愛・羽賀朱音
- 13期：加賀楓・横山玲奈
- 14期：森戸知沙希

## 参加ミュージシャン
- モーニング娘。：Chorus (#1)
  - 譜久村聖：Gaya (#2), Chorus (#4, #5)
  - 生田衣梨奈：Gaya (#2)
  - 佐藤優樹：Chorus (#3)
  - 小田さくら：Chorus (#3 - #5)
  - 野中美希：Gaya (#2)
  - 羽賀朱音：Gaya (#2)
  - 森戸知沙希：Gaya (#2)
- 鈴木俊介：Guitar (#1, #8), Programming (#1, #8)
- 高橋諭一：Guitar (#2), Programming (#2)
- 塩原奈美子：Chorus (#2, #6, #7)
- 平田祥一郎：Programming (#3)
- 菊谷知樹：A. Guitar (#4), E. Guitar (#4), Bass (#4), Programming (#4)
- 高尾俊行：Drums (#4)
- たいせい：Percussion (#4), Chorus (#7)
- 板垣祐介：Guitar (#5), Bass (#5), Programming (#5)
- 河野伸：Programming (#6)
- 石成正人：A. Guitar (#6)
- 海老沼崇史：Bass (#6)
- 桜井鉄太郎：Chorus (#6), Chorus Sampling from 1997 (#8)
- 加藤裕介：Programming (#7)
- 星部ショウ：Basic Programming (#7)
- 菊池真義：Guitar (#7)
- 宮本將行：Bass (#7)
- 雨宮麻未子：Violin (#7)
- 三國茉莉：Violin (#7)
- M!ho：Chorus (#8)
- 横銭ユージ：Drum Fill Sampling from 1997 (#8)